# سنگه‌سر
سنگه‌سر یک منطقهٔ مسکونی در عراق است.